# Keiferia lycopersicella
Keiferia lycopersicella és una espècie de lepidòpter ditrisi de la família dels gelèquids (Gelechiidae) que pot esdevenir plaga agrícola de cultius com el tomàquet tal com fa referència el seu epítet específic, lycopersicella (del nom científic de la tomaquera, Solanum lycopersicum).
És present a l'Amèrica del Nord continental i les illes d'Hispaniola, Bahames i Cuba a més de les illes Hawaii. Les larves s'alimenten de plantes de la família de les solanàcies; a més de la tomaquera, l'albergínia, patatera, Solanum carolinense, Solanum xanthii, Solanum umbelliferum i Solanum bahamese.